# Massimo Pica Ciamarra
Massimo Pica Ciamarra (n. 9 iulie 1937, Napoli, Italia) este un arhitect italian.

## Biografie

### Antrenament și primii ani

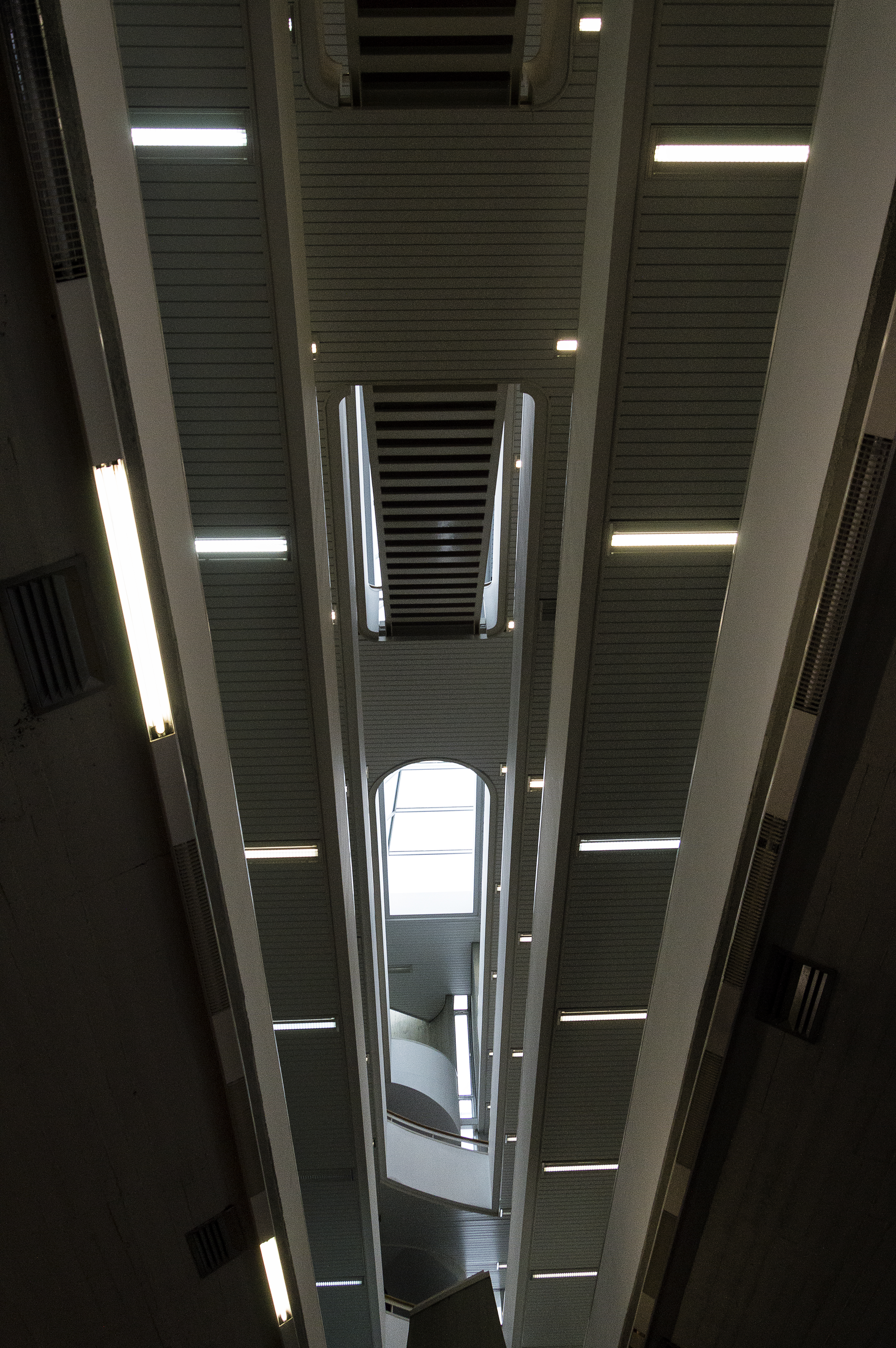
Interiorul noii Burse de Mărfuri, Corso Meridionale

S-a format la Facultatea de Arhitectură a Universității din Napoli Federico II , inspirându-se din învățăturile lui Giulio De Luca , Ezio De Felice și mai presus de toate ale lui Roberto Pane , care împreună cu alți câțiva din acel moment au încercat să limiteze terenul clădirii care afectează orașul Napoli devastat de experiența de război . Dobândește o viziune critică a raționalismului mișcării moderne și, de asemenea, datorită unui curs de arhitectură paladiană din Vicenza, la cererea lui Pane, Pica Ciamarra începe din anii universitari pentru a dezvolta „gândul că modernitatea poate locui în cel mai vechi principiu și că în sensul relațiilor continue rezidă în marea moștenire, de recuperat, a orașului istoric ” .
Întâlnirea cu echipa X și ideile exprimate de Le Carré Bleu , feuille internationale d'architecture contribuie în continuare la formarea sa. De la Bruno Zevi , care îl implică în IN / ARCH, Institutul Național de Arhitectură , Pica Ciamarra moștenește ideea că „arhitectura este în esență spațiu și că, tocmai din acest motiv, trebuie să evite configurațiile statice, simetrice, monumentale, banal elementare” .
În 1960 a creat prima sa lucrare, extinderea Officine Angus , o fabrică anglo-elvețiană care producea garnituri industriale în provincia Napoli, aplicând diferite experimente tehnice pentru a depăși „conflictul dintre formă, funcție și structură” și a depăși „stereotipul a clădirii industriale convenționale " . Clădirea va fi premiată în 1969 de către IN / ARCH. În 1963, Pica Ciamarra a început o colaborare cu Riccardo Dalisi , cu care a dezvoltat experiențe în studioul lui Francesco Della Sala . Ceea ce au în comun este „refuzul instanței funcționaliste care duce la o abordare anti-urbană, tendința de a urma căi neexplorate, ideea că arhitectura trebuie să se deschidă la complexitatea realității, aderarea neconvențională la învățăturile mari Maeștri ai Mișcării Moderni "  .  Printre proiectele nerealizate care dezvoltă o școală elementară în Chiaia (Napoli) și sămânța A pentru metropolă , prezentate în concursul municipalității Bologna pentru a regândi caracteristicile tipologice ale noii școli obligatorii, ambele concepute pentru a deschide școala către oraș în dialog constant cu mediul urban înconjurător. Cu Michele Capobianco , în 1964 au câștigat proiectul Bursei Napoli Merci la Corso Meridionale, prima operă majoră de arhitectură publică cu care s-au confruntat.
ÎÎntre 1966 și 1970, Pica Ciamarra a proiectat casa cu mai multe familii din Posillipo , în proprietatea familiei din cartierul napolitan cu același nume, un exemplu de „raționalism umanizat”  care are ca scop promovarea relațiilor dintre oamenii care trăiesc în locuitorii . Din aceeași perioadă sunt proiectele Casei Winsepare și în Napoli, Casa Renner în Baia Domitia, Casa Wenner în Marechiaro.

### Firma Pica Ciamarra Associati

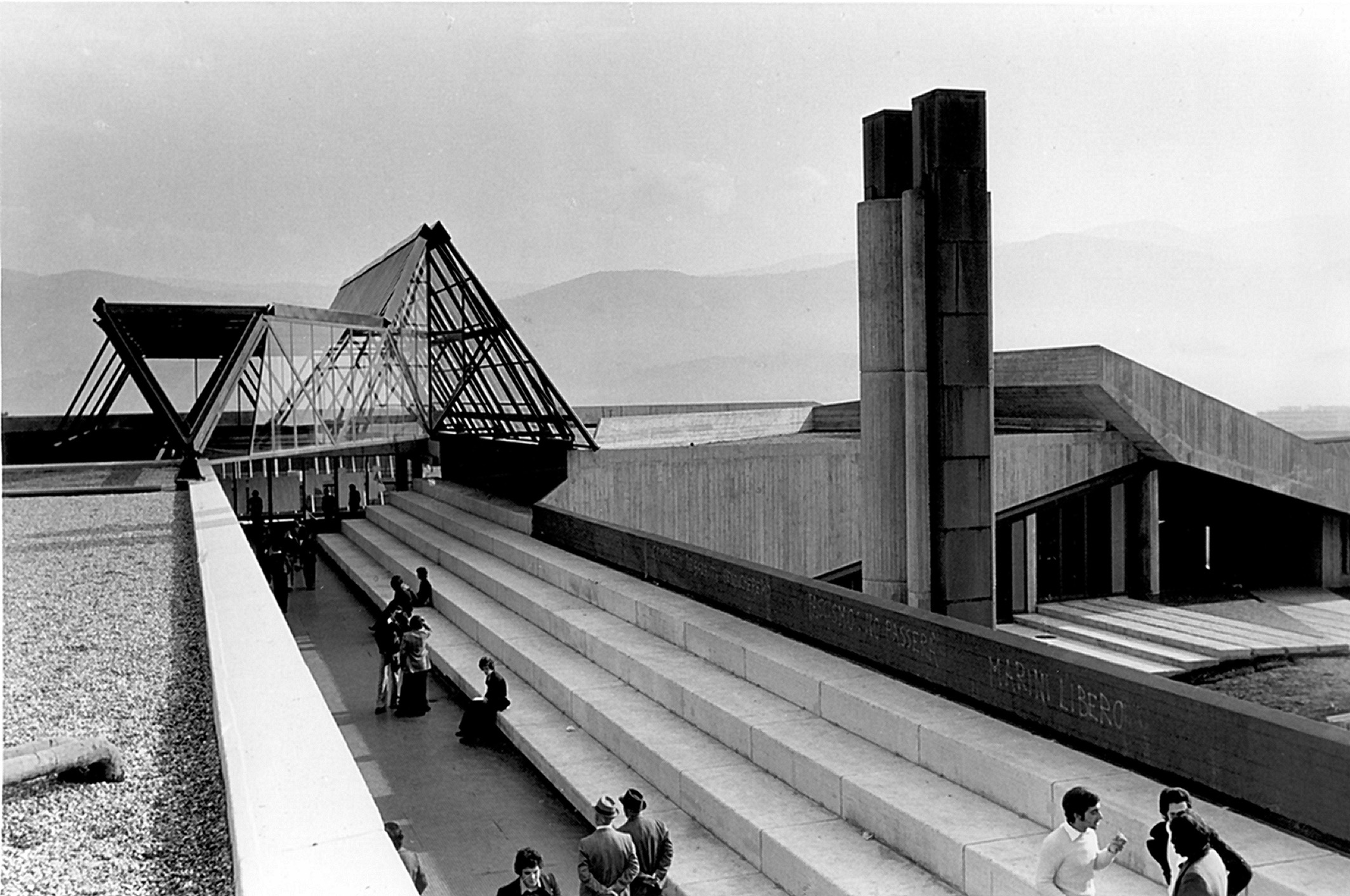
Polifuncțională a Universității din Calabria

Cea mai recentă lucrare comună a lui Dalisi și Pica Ciamarra este proiectul prezentat în competiția pentru Universitatea Liberă din Bruxelles în 1969, anul în care Pica Ciamarra obține un lector gratuit de proiectare arhitecturală la Universitatea din Napoli. Se începe apoi un nou parteneriat cu Luciana De Rosa , fost asistent al lui Carlo Cocchia . Colaborarea începe de la proiectarea comună a unor reședințe private: Casa G. din Punta Lagno Massa Lubrense (1971-73) și Casa C. din Massa Lubrense (1973-76), unite de obiectivul de a depăși aspectul cutiei clădirii despărțindu-l de volume zimțate care îi despart unitatea și urmează proiectarea terenului.
În 1971 s-a născut Studio Pica Ciamarra Associati, cu sediul la Posillipo , împreună cu Luciana De Rosa și ulterior cu Antimo Rocereto; în anii optzeci se alătură Claudio De Martino și apoi, pe lângă ingineri și alți specialiști, Patrizia Bottaro, Paola Gargiulo, Carolina Poidomani, Emanuele Pica Ciamarra și Alexander De Siena, Guido De Martino, Angelo Verderosa  .
Perioada protestului studențesc și diverse cercetări asupra clădirilor universitare îl împing pe Pica Ciamarra să se intereseze în mod special de această temă, abordată deja în 1966 cu competiția pentru noua facultate de Științe și Farmacie din Messina, câștigată în 1968. În 1971 „Il Proiectul Rasoio di Occam ”prezentat în competiția pentru noua Universitate din Florența , care se dezvoltă în jurul axei de conexiune Florența-Prato-Pistoia. Lucrarea nu este câștigătoare, dar în același an realizează sediul departamentelor de farmacie ale Universității din Messina , o configurație tripartită în funcție de necesitatea depășirii blocului unic de tip cutie prin exploatarea diferențelor de înălțime pe modelul de Tourette-ul lui Le Corbusier . O tipologie care va reveni de mai multe ori în lucrările Pica Ciamarra Associati. 
Printre proiectele nerealizate, cel pentru Universitatea din Lattakya din Siria (1973, primul concurs internațional prin invitație care va fi urmat, printre altele, de cele pentru Universitatea Yarmouk și Colegiul de Inginerie și Tehnologie - Universitatea din Iordania). Proiectul din 1975 pentru Universitatea din Salerno (premiul II) a vizat integrarea facilităților universitare și urbane cu un vast sistem de căi publice pietonale. În proiectul câștigător, liderul grupului Mario Igrami, aprobat în 1979, cele mai importante clădiri volumetrice sunt încredințate Pica Ciamarra; lucrările vor continua mai mult de douăzeci de ani. Biblioteca ER Caianiello a fost deschisă în 1997. Proiectul campusului Arcavacata pentru Universitatea din Calabria datează din 1972, inițial limitat la unitatea multifuncțională care găzduiește departamente, facultăți, biblioteci și centre de calcul, și ulterior extins între 1974 și 1977 cu blocuri noi de săli de clasă și birouri. Ideea inspiratoare este aceeași cu Officine Angus, adică un proiect în derulare constantă, la care în timp se pot adăuga alte unități volumetrice în funcție de nevoi, modificând și funcția celor preexistente, în perspectiva unui universitate plină de viață și în continuă mutație. În interiorul Polifunzionale, galeria centrală preia ideea Bursei Merci a unei piețe urbane acoperite. Definit ca o „lucrare de manifest” de Studio Pica Ciamarra Associati , Polifuncționalul Arcavacata finalizează de fapt dezvoltarea proiectării Pica Ciamarra, recuperând toate ideile originale care au apărut în primii ani și vor fi apoi punctul de plecare pentru aproape toate proiectele majore ulterioare.
Criza energetică din anii șaptezeci îl împinge și pe Pica Ciamarra să studieze temele bio-arhitecturii , cu scopul de a proiecta clădiri care sunt ieftine din punct de vedere energetic și se bazează pe cât posibil pe mecanismele de iluminare și ventilație naturale, precum și pe un nou concentrați-vă pe spațiile verzi. Pe această bază sunt inspirate de proiectele nerealizate ale cartierului 167 din Sessa Aurunca , școlile din Chiari și Montichiari, locuințe publice „bioclimatice“ din Pistoia, elaborat în 1979 și descris în articolul semnat de APC și Luciana De Rosa Privind DIRECTIVEI informații pierdute publicate în 1980 în „Spațiu și societate”.

### Principalele intervențiiînNapoli

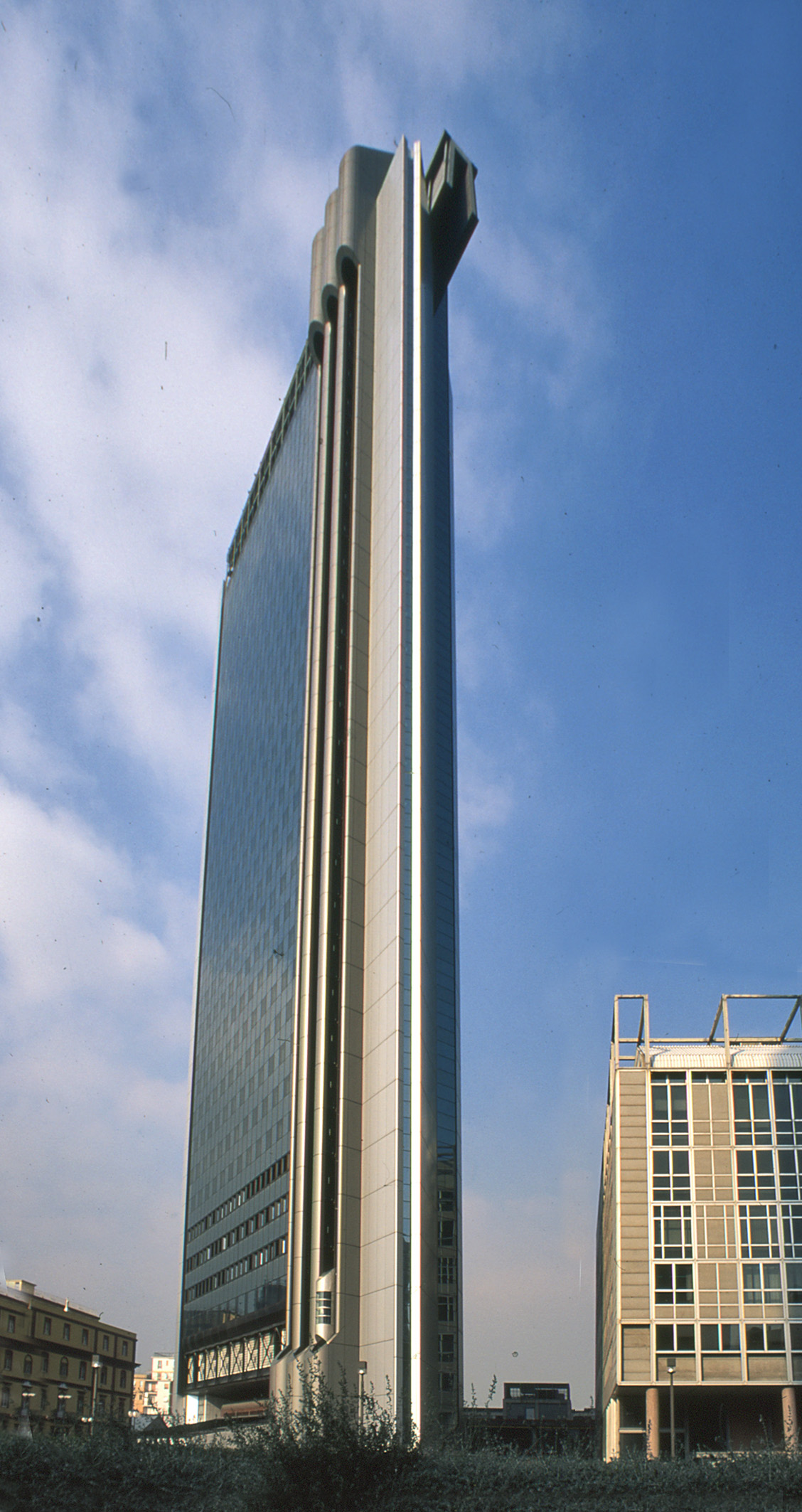
Unul dintre turnurile de intrare în Centrul de Afaceri din Napoli

Ca parte a Centro Direzionale di Napoli , al cărui planovolumetric este proiectat de Kenzo Tange , Pica Ciamarra fusese deja implicată în proiectarea Palazzo di Giustizia , inaugurat în 1990. Construcția, coordonată de Corrado Beguinot, este complet antitetică cu planul Tange. întrucât îl precede cronologic. Piața acoperită ridicată, agora și locul de întâlnire comun imensei clădiri, trădează semnătura lui Pica Ciamarra. Ostilitatea lui Pica Ciamarra față de proiectul Tange este evidentă, deoarece centrul de afaceri este radical opus restului țesăturii urbane, izolat grație înălțimii de deasupra nivelului drumului, lipsit de ideea de traversări continue a orașului Care se află la baza planificării Pica Ciamarra. Planul lui Tange leagă puternic proiectele lui Pica Ciamarra, care însă nu ezită să deroge de la constrângeri ori de câte ori este posibil: în cazul Turnurilor ENEL , unitatea fațadei de sticlă și simetria designului original al celor două clădiri sunt întrerupte. A doua pereche de zgârie-nori realizează aceeași idee prin plasarea sistemelor într-un spațiu deschis central care permite, de asemenea, o trecere mai mare a aerului. Ambele perechi de clădiri sunt caracterizate de lifturi exterioare.
Între 1984 și 1990, Studio Pica Ciamarra Associati a lucrat în zona Fuorigrotta , la vest de Napoli, cu noua piață Fuorigrotta și Institutul Motori al CNR . Acesta din urmă, care derivă dintr-o competiție din 1984, pune în practică acele principii ale bioarhitecturii teoretizate încă din anii 1970: clădirea este concavă pentru a se proteja de soare și pentru a obține o izolație termică ridicată, evitând reflectarea căldurii asfalt, geamuri termopan, deschideri limitate, o peluză înclinată pentru a proteja etajele inferioare de zgomot și o fântână mare cu apă atomizată pentru răcirea fluidelor. Sistemul inovator de recuperare a apei de ploaie în containere mari care se dezvoltă în lateralele clădirii, la înălțime maximă, este în serviciul sistemului de stingere a incendiilor, al circuitului de răcire al laboratoarelor, al sistemului de climatizare cu pompă de căldură, al fântânii. În 1995, argumente similare informează clădirea Teuco-Guzzini din Recanati.
Piazza di Fuorigrotta, inaugurată cu ocazia Cupei Mondiale din 1990 , într-o zonă neuniformă de peste cinci hectare cu vedere spre Stadionul San Paolo , Politehnica, Mostra d'Oltremare , stația de metrou Campi Flegrei, constituie un important provocare pentru natura vizionară a creațiilor: trei turnuri în vârful unui triunghi pavat în lemn (Turnul informației; Torre della Memoria; Torre del Tempo e dei Fluidi) găzduiește videowall, un sistem laser, cel mai mare cadran solar din Europa, muzică și mașini eoliene. Neglijarea condamnă curând realizarea futuristă la descompunere, integrată cu o întindere de apă și căi pietonale pe o bandă de alergat  .
Pe marginea Soccavo districte și Fuorigrotta există , de asemenea , proiectul pentru universitățile din Monte Sant'Angelo, semnate cu Michele Capobianco. Gestație foarte lungă, totuși încă nu a fost finalizată în configurația sa finală după mai bine de treizeci de ani, iar neglijarea tradițională a spațiilor limitează eficacitatea intervenției.

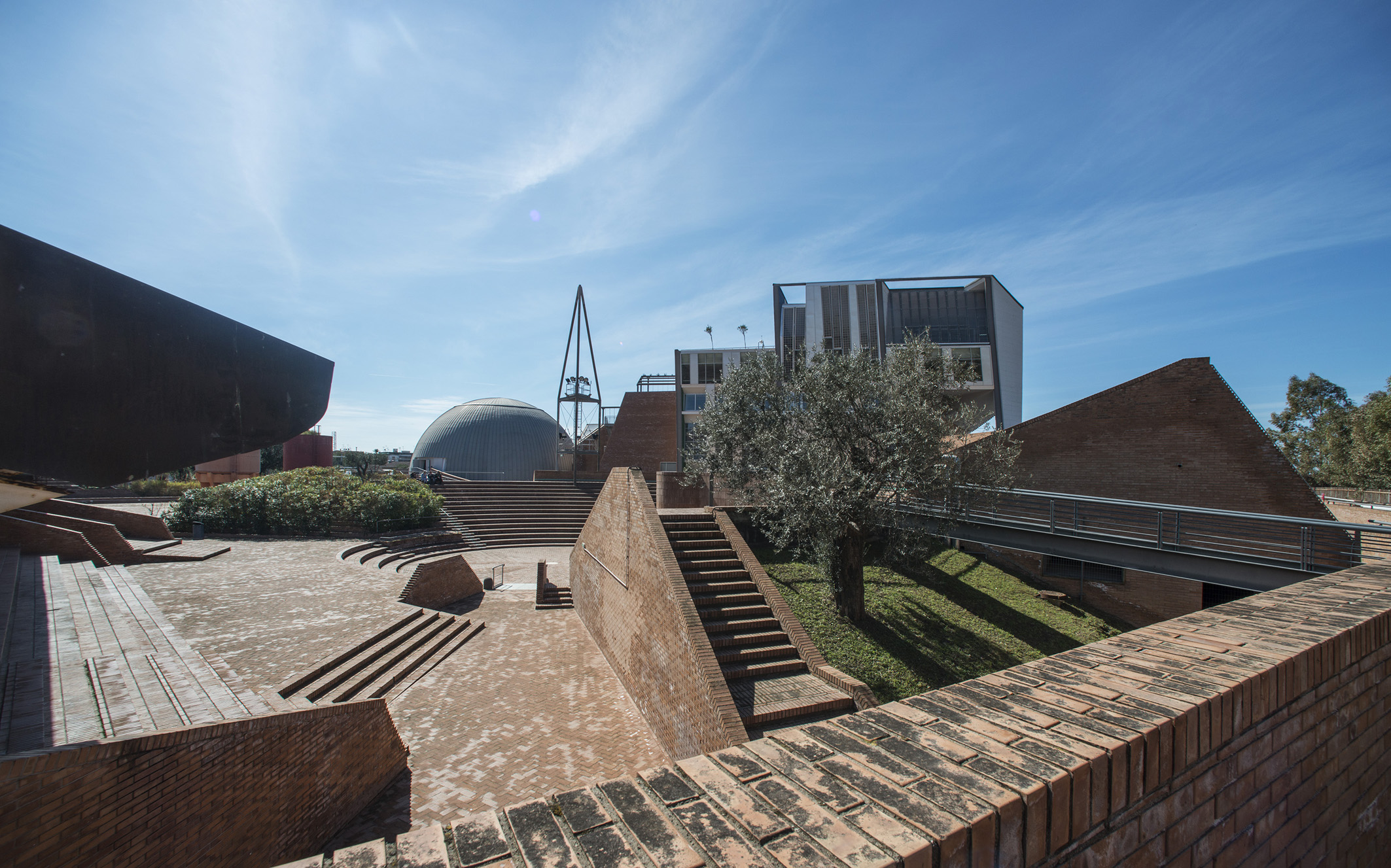
Muzeul Corpului Uman din Bagnoli

### Experiența Orașului Științei
Cofondator al Fundației IDIS pentru promovarea culturii științifice, Pica Ciamarra semnează proiectul Orașului Științei din fosta zonă Federconsorzi din Bagnoli . Aici se prevede recuperarea unei foste fabrici la mare, prin principiile bioclimatice testate cu Institutul Motors; cealaltă clădire principală, în interior, aderă la plicul preexistent și este destinată unui centru de congrese, birouri și BIC care au vedere la două piețe lungi acoperite. Proiectul, finalist pentru Medalia de Aur pentru Arhitectură la Trienala de la Milano în 2003, Mențiune Specială du Trophées Sommet de la Terre et Batiment și câștigător al premiului internațional Dedalo Minosse în 2004, este finalizat în etape: recuperarea primei clădiri din 1996 („Muzeul Științei Vie”), Centrul de Congrese și Centrul de Inovare în Afaceri în 2003, în 2017 a fost inaugurat Muzeul Corpului Uman, Corporea. „Muzeul Științei Vie” a fost însă distrus de un incendiu în 2013 și nu a mai fost reconstruit. O oarecare analogie cu Centrul de Congrese este în Biblioteca San Giorgio din Pistoia din fosta zonă Breda, inaugurată în 2007.

### Planificare urbană
În anii '70 a participat la proiectul Planului-cadru al echipamentelor din municipiul Napoli, unde a afirmat logici de intervenție care dezvoltă teme tipice echipei X, care va inspira apoi Planul de redresare a districtelor Piscinola și Marianella , a votat pentru obiectivul de a restabili unitatea țesutului urban distorsionat de ani de clădire neautorizată într-o zonă care anterior fusese deschisă la țară, recuperând în același timp valorile urbane existente. Cu toate acestea, realizarea va fi doar parțială. În aceste experiențe, căile pietonale, sistemele de schimb cu liniile subterane, piețele urbane și spațiile publice ca condensatori sociali își asumă importanța fundamentală, teme substanțiale în proiectele urbane ulterioare. Aceste teme sunt, de asemenea, dezvoltate cu propuneri de mobilitate alternative integrate în rețeaua de spații publice: de exemplu, în reamenajarea Rione Libertà din Benevento și în „KO CO2” în Terlizzi .
În zona urbană, Pica Ciamarra evidențiază ipoteza reamenajării fostei zone industriale din Bagnoli ( Bagnoli Futura ) un puternic interes și activism, și pentru că în zonă insistă ca singura structură funcțională, Orașul Științei, care el a proiectat. Participă la competițiile de proiectare ale parcului urban (neînvingător) și ale Parco dello Sport (proiect câștigător, finalizat dar nu inaugurat, în prezent abandonat), dar critică abordarea generală adoptată de planul urbanistic al lui Vezio De Lucia, luată și ea din recentul plan Invitalia, sugerând înlocuirea liniilor metropolitane subterane solicitante cu linii de tramvai de suprafață și promovarea reconversiei agricole a spațiilor industriale  . Încă în planul urbanistic, el semnează Parcul Urban și echipamentele din Cava de 'Tirreni și Poarta de Vest din Salerno , cu un proces de construcție lung și contradictoriu care ar trebui să se încheie în 2022. El proiectează, de asemenea, planul detaliat al fostei zone Saint Gobain. din Caserta care, odată cu ulterior Planul Urbanistic Municipal, marchează conexiuni interesante între planificarea urbană și arhitectură. Cercetarea asupra acestor probleme este efectuată în cadrul firmei de către grupul de lucru coordonat de Patrizia Bottaro.

### Alte intervenții
Peste treizeci de intervenții desfășurate în diferite regiuni sunt selectate de MIBAC printre „Arhitectura celui de-al Doilea 900”. Printre experiențele de construire a universității, clădirile de la Papardo și Annunziata pentru Universitatea din Messina (1968-74), Rectoratul / Aula Magna / Biblioteca Universității din Fisciano (1983-2002), Facultatea de Medicină și Chirurgie din Caserta ( 1996, încă în construcție), Universitatea Molise din Campobasso (2005), complexul Via dei Mulini al Universității din Sannio din Benevento (2008).

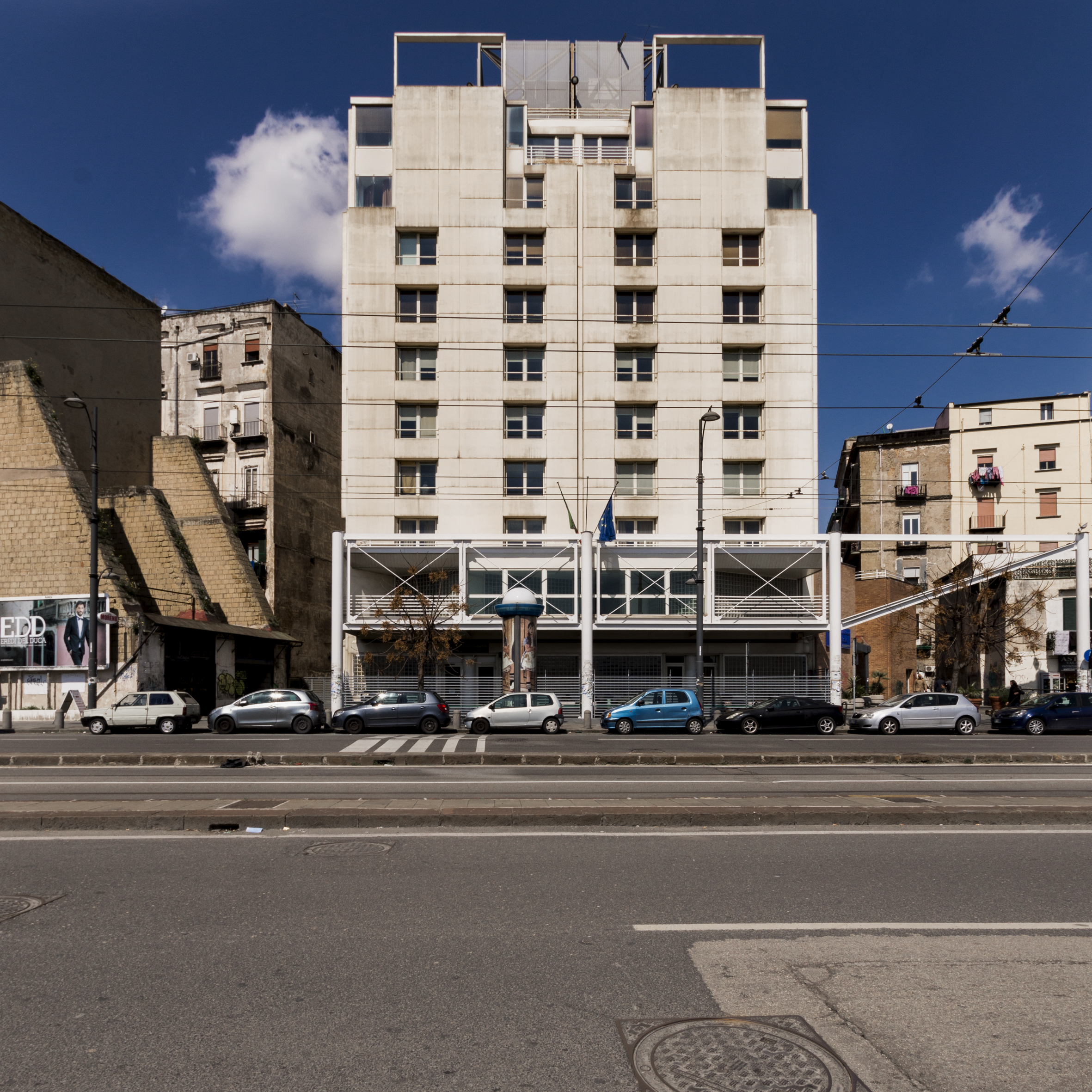
Palatul Mediteranei

Experiențele renovării clădirilor istorice sunt, de asemenea, importante. Nu numai Orașul științei, ci mai presus de toate recuperarea Palazzo Saluzzo di Corigliano din secolul al XVIII-lea, în inima centrului istoric al orașului Napoli, pe Piazza San Domenico Maggiore, sediul departamentelor Universității din Napoli "Orientale", unde sunt scoase la lumină și încorporate în noile săli subterane găsește ziduri grecești și grajduri antice. În același timp, recuperarea Palazzo Mascabruno din Portici , cu un plan al secolului al XVIII-lea, pentru a găzdui părți ale Facultății de Agricultură. Ulterior, Studio Pica Ciamarra va aborda și restaurarea Reggia di Portici din vecinătate. Între 1985 și 1992 s-a ocupat de restaurarea Teatrului Fraschini din Pavia și în 1987 (proiectul nu a fost finalizat) Stația Zoologică Anton Dohrn din Villa Comunale din Napoli .
Studio Pica Ciamarra semnează la Napoli centrul comercial San Paolo (1989, inaugurat în 2000) în Fuorigrotta și centrul comercial Via Argine (2002, inaugurat în 2010), precum și cel al Torre Ingastone din Palermo (2005, inaugurat în 2010).
Alte clădiri importante sunt CEINGE - Centrul internațional pentru inginerie genetică din Napoli, departamentul de urgență și acceptare al spitalului Niguarda din Milano, clădirea de pe via Marina din Napoli, astăzi Palazzo del Mediterraneo , sediul Universității L'Orientale, Teuco Sediul Guzzini din Recanati, Biblioteca San giorgio din Pistoia.

### Activitate teoretică
Activitatea se caracterizează printr-un angajament continuu intelectual și teoretic. Din 1971 până în 2007 a predat proiectarea arhitecturală la Universitatea din Napoli, fără a avea vreodată rolul de profesor titular  .
În 1987 a fondat secția Campania a IN / Arch în care, între 1997 și 2011, a preluat de la Bruno Zevi funcția de vicepreședinte național. În 2006 a preluat direcția Le Carré Bleu, feuille internationale d'architecture , revista istorică a Echipei X și a propus numărul manifestului Fragmente / Simbiose și, în 2008, Declarația de îndatoriri ale omului, în legătură cu habitatul și cu stiluri de viață. În 2012 a fost vicepreședinte al Fundației italiene pentru bioarhitectură și antropizare durabilă a mediului și membru al IAA - Academia Internațională de Arhitectură.
În Architecture and Urban Dimension (1977), printr-o reflecție asupra proiectelor finalizate, el exprimă „convingerea că spațiul urban este ceea ce interesează intervenția arhitecturală la nivel topologic, astfel încât blocul urban și clădirea în sine nu mai sunt complete. sunt formalizarea spațială a orașului, ci mai degrabă prevalența sistemului de relații pe părți ”, din care rezultă că„ orice intervenție în orașul preexistent trebuie să acționeze ca un fragment al continuumului urban ”  . El va reveni la temă în 1997 cu volumul Interacțiuni. Principii și metode de proiectare arhitecturală și în 2010 cu Integrare. Proiectul de la sfârșitul erei separării . De asemenea, explorează temele sustenabilității, bioarhitecturii, utopiei raționale și mai recent arhitectura spațială, inventând neologismul „OrbiTecture” și începând o colaborare cu „Centrul pentru spațiu apropiat” al Institutului italian pentru viitor, proiectând un habitat spațial cu un concept planetomorf inspirat de principiile durabilității care a câștigat Premiul Sorrento pentru mediu în 2019  .
Din 2018, la studioul Pica Ciamarra Associati i s-a alăturat Fundația „Civilizația Urbano - ETS”. Este ocazia publicării volumului omonim  care discută rădăcinile, teza și perspectiva lungii cercetări teoretice și experimentale prezente în marea expoziție monografică de la Museo della Pace / MAMT a Fondazione Mediterraneo. Cu această ocazie, Pica Ciamarra primește Premiul Arhitecturii Mediteraneene - Ediția Specială 2018  .
- Officine Angus, Casavatore, 1961 - 67
- Bursa nouă, Napoli (cu Michele Capobianco și Riccardo Dalisi )
- Casă în Posillipo, Napoli, 1967 - 70
- Unitatea Multifuncțională Arcavacata - Universitatea din Calabria, Rende, 1972 - 74
- Palatul de Justiție, Napoli, 1975 ; (cu Corrado Beguinot, Michele și Antonio Capobianco, Daniele Zagaria )
- Restaurarea Palazzo Saluzzo di Corigliano, Napoli, 1979 (cu Ezio De Felice și Ugo Carputi)
- Facultatea de Științe și Economie din Monte Sant'Angelo, Napoli, 1981 (cu Michele Capobianco )
- Restaurarea Reggia di Portici și Palatul Mascabruno pentru Facultatea de Agricultură, Portici, 1983 - 84
- ENEL Towers, Napoli, 1985 - 90 (cu Giulio De Luca și Renato și Francesco Avolio De Martino)
- Polul tehnologic CNR și Piazza a Fuorigrotta, Napoli, 1984 - 87
- Pereche de zgârie-nori la Centro Direzionale, Napoli, 1988
- Centrul comercial San Paolo, Fuorigrotta, Napoli, 1989
- Sediul Teuco - Guzzini, Recanati, 1995
- Biblioteca E. R. Caianiello, Bibliotecile Universității din Salerno 1997
- Orașul Științei, Napoli, 1993 - 03
- Centrul comercial, Napoli, 2003-10
- CEINGE-Advanced Biotechnologies, Napoli, 2004
- Biblioteca San Giorgio, Pistoia - 2000- 07 (cu Angelo Verderosa, Federico Calabrese, Franco Arcidiacono )
- Complexul Torre Ingastone, Palermo 2005-10
- Corporea - Orașul Științei
- Vip lounge, Aeroportul Napoli-Capodichino

- Massimo Pica Ciamarra, Poetica del frammento e conversione ecologica, CivETS, 2021 - ISBN 978-88-944192-4-5
- Massimo Pica Ciamarra (editat), verso Napoli Città Metropolitana, CivETS, 2021 - ISBN 978-88-944192-3-8
- Massimo Pica Ciamarra, Speranza / Memoria, CivETS, 2020 - ISBN 978-88-944192-3-8
- Massimo Pica Ciamarra, Verso il Codice della Progettazione, CivETS, 2019 - ISBN 978-88-944192-1-4
- Massimo Pica Ciamarra (2018). Civilizzare l'urbano. ISSN 0008-68-78. Le Carré Bleu.
- Massimo Pica Ciamarra, Integrare. Il progetto sul finire dell'era della separazione, Jaca Book, Milano, 2010 - ISBN 978-88-16-40968-2
- Massimo Pica Ciamarra, Etimo: costruire secondo principi, Liguori, Napoli, 2004 - ISBN 978-88-20-73600-2
- Massimo Pica Ciamarra, Interazioni. Principi e metodi della progettazione architettonica, Clean, Napoli, 1997 - ISBN 88-86701276
- Massimo Pica Ciamarra, La cultura del progetto, Graffiti, Napoli, 1996
- Massimo Pica Ciamarra, Qualità e concezione del progetto, Officina Edizioni, Roma, 1994
- Massimo Pica Ciamarra (editat de), Città futura, Clean, Napoli, 1988
- Massimo Pica Ciamarra, Manuale delle opere di urbanizzazione, Partea a IV-a, Franco Angeli, Milano, 1983
- Massimo Pica Ciamarra, Architettura e dimensione urbana, Editura Cooperativă Economică și Comercială, Napoli, 1977